# XLII Festival Internacional de la Canción de Viña del Mar
El XLII Festival Internacional de la Canción de Viña del Mar, o simplemente Viña '01, se realizó del 21 al 26 de febrero de 2001 en el anfiteatro de la Quinta Vergara, en Viña del Mar, Chile. Fue transmitido por Canal 13 y animado por Antonio Vodanovic y Cecilia Bolocco.

## Desarrollo
La XLII versión del Festival de Viña del Mar corresponde a la segunda versión del certamen realizada por Canal 13.

### Día 1 (miércoles 21)
- Joaquín Cortés (obertura)
- Pedro Fernández
- Peabo Bryson (cantó junto a Rachel y Andrea Tessa)
- Dinamita Show (humor)
- Bond
- Vengaboys

### Día 2 (jueves 22)
- Ricardo Arjona G, G
- Lucero
- Daniel Muñoz, "El Carmelo" (humor)
- Generación 2000, del programa Venga conmigo. (baile)
- La Ley

### Día 3 (viernes 23)
- Myriam Hernández
- Douglas
- Palmenia Pizarro
- Tito Fernández
- Artistas de La Nueva Ola:
  - Marisa
  - Luz Eliana
  - Fresia Soto
  - Peter Rock
  - Danny Chilean
  - Carlos González
  - Los Hermanos Zabaleta
  - Luis Dimas
  - Larry Wilson
- Gondwana (dúo junto a Pablo Herrera)

### Día 4 (sábado 24)
- Alejandro Fernández
- Natalia Oreiro
- Memo Bunke y Natalia Cuevas (humor)
- David Hasselhoff
- Antonio Ríos

### Día 5 (domingo 25)
- Ana Torroja y Miguel Bosé
- Eva Ayllón
- Lynda
- Millenium Show (humor)
- La Mosca Tsé-Tsé

### Día 6 (lunes 26)
- Alejandro Sanz (cantó junto a Ana Torroja y Miguel Bosé)
- Edith Márquez
- Fernando Ubiergo
- Denis Lacombe (varieté)
- Ráfaga

## Hechos memorables
- La dupla humorística Millenium Show increpó en medio de su rutina al comentarista de espectáculos, Ítalo Passalacqua, quien los había criticado unos días antes. Passalacqua estaba presente en la Quinta Vergara, y las cámaras de televisión apuntaron rápidamente hacia él. El público, dejándose llevar por los cómicos, comenzó a decir improperios al comentarista, aludiendo a su homosexualidad. Días después, uno de sus integrantes, Mario "Turrón" Moreno dio una entrevista al periódico de circulación regional El Mercurio de Valparaíso, en donde se mostraba arrepentido por sus declaraciones y que nunca pensó que eso iba a provocar una actitud desenfrenada del público, por lo tanto, ofreció disculpas al periodista. A la misma vez, Passalacqua también concedió una entrevista al medio regional, donde de igual manera expreso sus disculpas al dúo y dijo que nunca tuvo la intención de ofenderlos y lanzarles malas vibras, si no que hacerles críticas constructivas.

- La también dupla humorística Dinamita Show no solo volvió a presentarse por segunda vez en el certamen (debutaron en la edición de 1996), si no que también se reconciliaron después de una bullada separación y para concretar su retorno al festival, fueron convencidos por el director de televisión Gonzalo Bertrán quien había fallecido días antes del evento (Bertrán ya había hecho lo mismo con Coco Legrand para la edición del año anterior). Tras esto, el dúo hizo un agradecimiento póstumo al profesional por lograr su retorno al escenario de la Quinta Vergara después de 5 años desde su debut. Eso sí, en 2021, vale decir 20 años más tarde en el programa De tú a tú de Canal 13 , uno de sus integrantes Paul Vásquez, declaró que dicha actuación festivalera fue la peor de su carrera y la más falsa, debido a que el humorista había argumentado haberse rehabilitado para actuar, cuando en realidad reconoció haberse presentado al show bajo los efectos de la cocaína, finalmente Vásquez se rehabilita definitivamente dos años después de dicha actuación.

- "El Carmelo", personaje humorístico caracterizado por el actor Daniel Muñoz, fue abucheado durante la mayor parte de su actuación, en contraste a la aprobación obtenida por "El Malo", personaje también caracterizado por Muñoz y que se había presentado el año anterior.

- La actriz y cantante uruguaya Natalia Oreiro fue escogida como la Reina del Festival en ese año. Para celebrar, la joven charrúa se lanza a la piscina del Hotel O'Higgins en frente de todos los medios. Esto se convertiría en una tradición de las reinas del certamen en los años siguientes y se denominaría el piscinazo.

- En la memoria colectiva del público y los habitantes de la ciudad de Viña del Mar, esta edición del certamen se recuerda por ser la última en la cual estuvo la querida y vieja Concha Acústica en el escenario de la Quinta Vergara. Según el animador Antonio Vodanovic y el entonces alcalde de Viña del Mar, Jorge Kaplán, la parrilla de luces de la estructura ya estaba muy deteriorada y desgastada, por lo que ya no podía soportar el peso del característico techo, además de que los estudios arrojaron que hacer una nueva estructura similar podría haber costado una elevada inversión millonaria, por lo que fue demolida. Así entonces, la Municipalidad en conjunto con Canal 13 decidieron construir un nuevo anfiteatro, más amplio y más moderno, simulando un coliseo y con sonido e iluminación de última tecnología, el cual fue inaugurado en la edición siguiente del año 2002.

## Jurado Internacional
- Gloria Simonetti (presidenta del jurado)
- Jorge Zabaleta
- Natalia Oreiro
- Peabo Bryson
- Edith Márquez
- Carlos "Superocho" Alarcón
- Savka Pollak
- Fernando Ubiergo
- Lynda
- Javiera Contador
- Douglas

## Jurado Folclórico
- Sergio Sauvalle (Presidente del jurado)
- Eva Ayllón
- Pedro Messone
- Margarita Alarcón
- Vicente Bianchi
- Ginette Acevedo
- Tito Fernández "El Temucano"

## Competencia

### Competencia internacional
- 1.er lugar:  Argentina, Ayer te vi (Víctor Heredia), interpretada por Raly Barrionuevo.[3]
- Mejor intérprete:  Ivania Catarina, intérprete de Feliz.

Finalistas:
- Argentina, “Ayer te vi”, Raly Barrionuevo
- Cuba, “Toy enamora'o", Joel David

- Estados Unidos, “Tu puedes cambiar al mundo”, Jonathan Fuzezzy,

- México,“De la noche a la mañana”, Elefante
- Chile, "El juego del amor", Daniela Aleuy[4]

### Competencia folclórica
Este año fue la primera ocasión en que la competencia folclórica se abrió a participantes extranjeros.
- 1.er lugar:  Chile, Whipala (Danny Rodríguez) interpretado por el grupo Los Sayas.[5]
- Mejor intérprete:  Marcela Moreira y grupo El Arca.